# Okidoki (Kinderprogramm)

Aktuelles Logo von okidoki

Ehemaliges Logo von okidoki

Okidoki (Eigenschreibweise okidoki) ist eine Kinderprogrammschiene des Österreichischen Rundfunks auf ORF 1. Der Name ist von der Abwandlung des umgangssprachlichen Wortes Okay aus dem amerikanischen Englisch abgeleitet.

## Geschichte
Von 1994 bis 2008 war Confetti TiVi der Vorläufer des neuen Formats. Die okidoki-Schiene läuft seit 13. September 2008. Das neue Maskottchen „Franz Ferdinand“, ein violettes Wildschwein, ist eine Handpuppe und wurde von ehemaligen Mitarbeitern der Jim Henson Company in Großbritannien hergestellt. Gestalter des Konzepts ist Thomas Brezina, der mit seiner eigenen Firma Tower10 KidsTV die Produktion sämtlicher neuer Sendungen übernimmt.

## Programm
Im Gegensatz zu Confetti TiVi, das seine Zielgruppe auf Kinder von 0 bis 15 Jahren angelegt hatte, soll okidoki hauptsächlich nur Kinder bis 10 Jahren unterhalten. Grund dafür ist, dass das ältere Publikum immer mehr zu anderen Free-TV-Sendern wechselte, was den Quoten der Sendungen, die für diese Gruppe konzipiert wurden, schadete. Deswegen wurden Sendungen wie Der schiefe Turm, Close Up oder Drachenschatz eingestellt. Trotzdem wurden aber auch Sendungen aus der alten Programmschiene übernommen, wie beispielsweise 1, 2 oder 3, Forscherexpress oder Miniversum. Die zwei letzteren wurden allerdings auch eingestellt und durch neue Sendungsformate ersetzt.
Unter dem Titel Hallo okidoki werden samstags und sonntags mehrmals am Vormittag fünf- bis zehnminütige Magazinbeiträge innerhalb der Okidoki-Programmschiene eingestreut. Sie „verbinden“ die einzelnen Sendungen und werden von Christina Karnicnik oder Robert Steiner, und seit 2015 mit dem neuen Maskottchen Kater Kurt moderiert. Die Magazinblöcke fordern auf zum Mitmachen, zur Interaktion mit dem Sender oder zu Wettbewerben und bieten Tipps und Informationen. Für den Inhalt nennt Brezina die drei Grundsätze „Spiel, Spaß und Begeisterung“.
Seit Jänner 2020 verstärken Melanie Flicker und Christoph Hirschler das Moderatorenteam von Hallo Okidoki.

### Eingestellte Eigenproduktionen ab 2008
- Saugut (derzeit nicht im Programm)
- WWW (eingestellt)
- Freddy und die wilden Käfer (derzeit nicht im Programm)
- Voll Stark! (eingestellt)
- Die Rätsel des Pharao (eingestellt)
- Alles okidoki (eingestellt)

### Derzeit laufende Sendungen aus Eigenproduktion
- Tom Turbo (Wiederholung alter Folgen, nur am Wochenende)
- Hallo okidoki
- Schmatzo – Koch-Kids Club (nur am Wochenende)
- Servus Kasperl (nur am Wochenende)
- ABC Bär (nur am Wochenende)
- Genau so geht’s (Wiederholung alter Folgen, nur am Wochenende)
- Helmi Verkehrssicherheitsclub (nur am Wochenende)
- 1, 2 oder 3 (nur am Wochenende)
- Tolle Tiere, mit Kater Kurt (nur am Wochenende)
- Knall genial!
- Rätselburg
- 7 Wunder (nur am Wochenende)